# Comité Paralímpico Suizo
El Comité Paralímpico Suizo (en alemán: Schweizerische Paralympische Komitee) es el comité paralímpico nacional que representa a Suiza. Esta organización es la responsable de las actividades deportivas paralímpicas en el país. Es miembro del Comité Paralímpico Internacional y del Comité Paralímpico Europeo.